# Senilità
Senilità é um filme italiano dirigido por Mauro Bolognini e lançado em 1962.